# Jorge Cremades Sena
Jorge F. Cremades Sena, (Aspe, provincia de Alicante, España, 31 de marzo de 1948) es profesor de enseñanza, fue diputado a Cortes Generales de España (1982-1996) con el PSOE.

## Biografía
Estudió Magisterio en la antigua 'Escuela Normal' de Jaén (hoy Facultad de Ciencias de la Educación) y posteriormente se licenció en Geografía e Historia en la Universidad de Alicante.
En 1976 se afilió al sindicato UGT y después al Partido Socialista Obrero Español donde fue presidente del PSPV-PSOE de la comarca del Campo de Alicante, secretario de Formación en el PSPV-PSOE desde 1980 y miembro del Comité Federal desde 1986, así como de la ejecutiva de la 'Unión Internacional de Profesores Socialistas'.
En las elecciones generales de España de 1982 fue el número 6 de la lista del PSOE al Congreso de los Diputados por la circunscripción electoral de Alicante y resultó elegido siendo vocal de las comisiones de 'Asuntos Exteriores' y 'Control de RTVE ' siendo director José María Calviño. 
Tras las elecciones generales de España de 1986 fue elegido diputado al Congreso donde repitió como vocal en las comisiones de 'AAEE' y 'Control de RTVE', y se estrenaría en la de 'Agricultura, Ganadería y Pesca' (1988-89).
Pero en las siguientes elecciones generales de España de 1989 no salió elegido y tuvo que esperar a que Ángel Luna encabezase la lista al Ayuntamiento de Alicante para que corriera la lista del PSOE y por fin después del verano de 1991 recogió su acta de diputado siendo vocal de la 'Comisión de Justicia e Interior'.
Y le volvería a ocurrir en las elecciones generales de España de 1993 en las que fue diputado, un año después, en sustitución de Luis Berenguer Fuster cuando este fue nombrado miembro del Consejo de la Generalidad Valenciana  en 1994. Repitió como vocal de la 'Comisión de AAEE' y además lo fue de la de 'Sanidad y Consumo' (1993-95); de la 'de Defensa' (1995-96) donde fue ponente del proyecto de ley de Cruces de Mérito Militar, Naval y Aeronáutico; y de la 'Comisión no permanente sobre Cooperación y Ayuda al Desarrollo' (1994-96) donde fue ponente del documento "Cooperación en el Área del Mediterráneo".
En 1996 abandonó la política activa “bastante desencantado”,  se reincorporó a su plaza de profesor de Colegio público y con el tiempo se dio de baja del PSOE “pero sin renunciar a sus principios socialistas”. 
Durante el año 2013 se jubiló como profesor de enseñanza y actualmente -sin militar en algún partido político- es colaborador del Diario Información en  temas de actualidad política.